# Limonar, Kuba
Limonar är en ort i Kuba.   Den ligger i provinsen Matanzas, i den nordvästra delen av landet, 100 km öster om huvudstaden Havanna. Limonar ligger 71 meter över havet och antalet invånare är 25 421.
Terrängen runt Limonar är platt. Runt Limonar är det ganska glesbefolkat, med 47 invånare per kvadratkilometer. Närmaste större samhälle är Matanzas, 19,8 km nordväst om Limonar. Omgivningarna runt Limonar är en mosaik av jordbruksmark och naturlig växtlighet.